# Station Rauceby
Rauceby is een spoorwegstation van National Rail in South Rauceby, North Kesteven in Engeland. Het station is eigendom van Network Rail en wordt beheerd door East Midlands Railway. 